# Tricholaema frontata
Tricholaema frontata là một loài chim trong họ Lybiidae.